# Maarten van Buuren
Prof. dr. Maarten van Buuren (Maassluis, 1948) is emeritus hoogleraar Moderne Letterkunde aan de Universiteit Utrecht. Hij is auteur van wetenschappelijke en populariserende werken, essays, romans en heeft ook enkele filosofische werken vertaald.

## Loopbaan
Maarten van Buuren studeerde Frans en Nederlands aan de Rijksuniversiteit Groningen. In 1986 promoveerde hij aan het Instituut voor Algemene Literatuurwetenschap in Nijmegen op een proefschrift over de metaforiek in Les Rougon-Macquart van Émile Zola. In 1988 werd hij benoemd tot hoogleraar Moderne Letterkunde aan de Universiteit van Utrecht.

## Eigen werk
- 1993: Verschuivingen, verdichtingen - essays, Querido
- 2000: Nederlandse cultuur in Europese context, deel 3, 1900: hoogtij van burgerlijke cultuur, met Jan Bank, Sdu
- 2007: De innerlijke ervaring - essays over waarneming, beeld en geheugen, Historische Uitgeverij Groningen
- 2008: Kikker gaat fietsen, Lemniscaat
- 2011: De prijs van de vrijheid, met Joep Dohmen, Ambo/Anthos
- 2011: De Afrekening, Lemniscaat
- 2011: Iris, De Arbeiderspers
- 2012: In de schaduw van de oorlog, Lemniscaat
- 2013: Van oude en nieuwe deugden, met Joep Dohmen, Ambo/Anthos
- 2013: Een ruimte voor de ziel - opkomst en ondergang van Jean-Michel Frank (1895-1941), Lemniscaat
- 2015: Erfenis zonder testament - filosofische overwegingen bij de tien geboden, met Hans Achterhuis, Lemniscaat
- 2016: Spinoza. Vijf wegen naar de vrijheid, Ambo/Anthos
- 2016: De essentie van Spinoza, ISVW Uitgevers
- 2018: De essentie van Proust, ISVW Uitgevers
- 2019: Spinoza. Zijn filosofie in 50 sleutelwoorden, Ambo/Anthos
- 2020: De nazificatie van Maassluis, Brave New Books
- 2020: Heisenberg als filosoof, Lemniscaat
- 2021: Quantum, de oerknal en God, Lemniscaat
- 2022: De gek als medemens, Boom Filosofie
- 2022: De essentie van Sartre, ISVW Uitgevers

## Vertalingen
- 2017: Spinoza, Ethica, Boom Filosofie
- 2020: Spinoza, Politiek traktaat, Boom Filosofie
- 2023: Friedrich Nietzsche, Voorbij goed en kwaad, Boom Filosofie

- Bibliothèque nationale de France: cb11991826v (data)
- Gemeinsame Normdatei: 139971491
- International Standard Name Identifier: 0000 0001 0926 7818
- Library of Congress Control Number: n82097821
- Nationale Bibliotheek van Israël: 987007459219205171
- Nederlandse Thesaurus van Auteursnamen: 072314656
- LIBRIS: 267650
- Système universitaire de documentation: 027993078
- Virtual International Authority File: 94610966
- WorldCat: E39PBJvhr84MfTKYf8PKc7VV4q